# Betty Parsons
Betty Parsons, de nacimiento Betty Bierne Pierson (Nueva York, 31 de enero de 1900 - Nueva York, 23 de julio de 1982) fue una artista, marchante de arte y coleccionista estadounidense conocida por su temprana promoción del expresionismo abstracto. Es considerada como una de las figuras más influyentes y dinámicas de la vanguardia estadounidense. 

## Biografía
Parsons nació el 31 de enero de 1900 siendo la segunda de tres hijas. Proveniente de una familia adinerada de Nueva York dividía su tiempo entre la ciudad de Nueva York, Newport, Palm Beach y París. 
A la edad de diez años, Parsons se matriculó en la escuela para niñas de Miss Chapin en Nueva York. Permaneció en la escuela Chapin durante cinco años, pero era una estudiante mediocre que se aburría fácilmente. En 1913, Parsons visitó el espectáculo Armory, la Exposición Internacional de Arte Moderno. Estaba encantada e inspirada por lo que vio. Años después describió este momento crucial: "Fue emocionante, lleno de color y vida. Me sentí como esas pinturas. No podía explicarlo, pero decidí que este era el mundo que quería ... arte ". Aunque sus padres lo desaprobaron, pronto comenzó a estudiar arte en el estudio de Gutzon Borglum, a quien describió como una pobre maestra.
En 1919, Parsons se casó con Schuyler Livingston Parsons, un hombre próspero de la ciudad de Nueva York diez años mayor que ella. Su familia esperaba que Parsons se estableciera en un estilo de vida convencional, pero la pareja se divorció en París solo tres años después por razones de incompatibilidad. Parsons permaneció en París y se inscribió en la Académie de la Grande Chaumière, donde estudió con los escultores Antoine Bourdelle (anteriormente asistente de Auguste Rodin ) y Ossip Zadkine. En los veranos, estudió pintura con Arthur Lindsey en la costa de Bretaña. Compró una pequeña casa en Montparnasse donde vivía con el artista inglés Adge Baker, con quien tuvo una relación romántica. Los dos se separaron en 1932, pero siguieron siendo amigos de toda la vida.  
En 1933, después de perder su dinero en la Gran Depresión, Parsons regresó a Estados Unidos. Primero viajó a Santa Bárbara, California, donde enseñó clases de escultura por un corto tiempo. En 1936, regresó a Nueva York y tuvo su primera exposición individual en Nueva York en la Midtown Gallery. Sus acuarelas fueron bien recibidas, y en una crítica se las calificó como "deliciosas" e "concebidas de manera interesante". Tendría nueve exposiciones individuales más en Midtown durante los siguientes veinte años.
Después de la exposición individual de su obra en las Midtown Galleries, el propietario Alan Bruskin le ofreció a Parsons su primer trabajo en la galería: vender arte por encargo. Ese puesto duró poco y, en el otoño de 1937, Parsons comenzó a trabajar en la galería de la Sra. Cornelius J. Sullivan, administrador fundador del Museo de Arte Moderno de Nueva York (MOMA)
En 1940, Parsons abandonó la galería de Sullivan y tomó la posición de administrar una galería contemporánea en la librería Wakefield en 64 East 55th Street. Este fue su primer trabajo administrando una galería por su cuenta; ella tenía control curatorial completo sobre artistas y exposiciones. Pronto representó a muchos artistas contemporáneos, incluidos Saul Steinberg, Adolph Gottlieb, Alfonso Ossorio, Hedda Sterne, Theodoros Stamos y Joseph Cornell.
En septiembre de 1944, después de cuatro años en la Galería Wakefield, Parsons fue invitada a comenzar y administrar una división de arte contemporáneo en la galería del comerciante de arte Mortimer Brandt. Cuando Brandt se mudó a Inglaterra después de la guerra, Parsons se quedó con el espacio y abrió su propia galería a instancias de sus artistas. 

## Galería
La Galería Betty Parsons abrió en 1946 en 15 East 57th Street en Manhattan. La galería exhibía regularmente doce espectáculos por temporada, de septiembre a mayo, y cada espectáculo duraba solo dos o tres semanas. En un momento en que el mercado del arte estadounidense de vanguardia era minúsculo, Parsons fue la única comerciante dispuesta a representar a artistas como Jackson Pollock después de que Peggy Guggenheim cerrase su galería de Arte de este siglo para regresar a Europa en 1947. Parsons mostró el trabajo de William Congdon, Clyfford Still, Theodoros Stamos, Ellsworth Kelly, Mark Rothko, Hedda Sterne, Forrest Bess, Michael Loew, Lyman Kipp, Judith Godwin y Robert Rauschenberg, entre otros. En 1950, le dio a Barnett Newman, a quien había conocido en 1943, su primera exposición individual; Rothko y Tony Smith ayudaron con la instalación. A fines de la década de 1950, Smith y Newman ayudaron a remodelar la galería de Parsons, creando un espacio principal casi en forma de cubo enmarcado por paredes blancas con esquinas sutilmente curvadas y suelo de hormigón cuyas proporciones se ajustaban a sus obras ordenadas. Helen Frankenthaler, pintora que conoció a Parsons en 1950, dijo: "Betty y su galería ayudaron a construir el centro del mundo del arte. Ella fue una de las últimas de su raza". Muchos de los artistas expresionistas abstractos a los que lanzó abandonaron su galería para ir a galerías más comerciales como Sam Kootz y Sidney Janis . El crítico de arte BH Friedman señaló: "Estaba resentida. Había luchado tanto tiempo para establecerlos, y otros comerciantes capitalizaron sus esfuerzos". 
Luego pasó a una generación más joven de artistas estadounidenses, incluidos Agnes Martin, Mino Argento, Jasper Johns, Jack Youngerman, Richard Pousette-Dart, Jeanne Reynal, Walter Tandy Murch, Leon Polk Smith, Richard Tuttle, José Bernal, Ib Benoh y Oliver Steindecker (quien fue el último asistente de Mark Rothko) entre otros. Dirigió la galería hasta su muerte en 1982, después de lo cual fue asumida por su ex asistente de galería Jack Tilton (1951 - 2017), quien luego la transformó en su propio establecimiento.  

## Artistas que trabajaron para Betty Parsons y su obra se mostró en su galería
Parsons fue generosa en la promoción de artistas. Ella nunca rechazó a los artistas sin cita con sus obras de arte. Siempre alentadora y afectuosa, a menudo hacía críticas en el acto. Parsons nutrió a los artistas que la asistieron y se les animó a exhibir su obra en su galería. Richard Tuttle tuvo su primer show un año después de comenzar a ayudar a Parsons. Thomas Nozkowski trabajó para ella después de graduarse en la Universidad privada Cooper Union (Nueva York). Parsons exhibió sus esculturas. En 1980, Ib Benoh comenzó a trabajar para Parsons como su asistente y ese mismo año lo incluyó en una exposición colectiva, agregando a Benoh a su lista de artistas de la galería.

## Artista
Parsons también fue pintora. En 1959, Tony Smith diseñó su casa-estudio frente al mar en el North Fork del extremo este de Long Island, Nueva York, encaramado en un acantilado con vistas a Long Island Sound, donde Parsons trabajó en su arte en su tiempo libre de la galería. Su estilo de pintura cambió en 1947, pasando de pequeños paisajes y retratos a una abstracción audaz y subjetiva cuando comenzó a hacer construcciones a partir de trozos de madera y otros materiales que aparecían en la playa cerca de su casa; la mayoría de sus construcciones reflejaban los alrededores de su hogar en North Fork, pero a veces las piezas reflejaban sus viajes al Caribe y al extranjero. 
Durante su vida, Parsons recibió importantes exposiciones individuales en la Galería Whitechapel de Londres (1968), el Museo de Arte Montclaire, Nueva Jersey (1974) y la Galería Nigel Greenwood, de Londres (1980). Después de su muerte, la casa Pollock-Krasner y el Centro de Estudios de East Hampton mostraron sus pinturas en papel en 1992; Ese mismo año, la Galería de Bellas Artes del campus de Southampton de la Universidad de Long Island exhibió "construcciones" de madera pintada. Su trabajo también se ha exhibido en varias otras galerías, incluida la Galería Anita Shapolsky (Nueva York); Spanierman Gallery (Nueva York); y Virginia Miller Galleries en Coral Gables (Florida). 
Parsons estuvo representada por Alexander Gray Associates, Nueva York, y Alison Jacques Gallery, Londres. 

## Legado
El trabajo de Parsons es albergado en las colecciones del Museo Whitney de Arte Americano, Nueva York; Museo Smithsoniano de Arte Americano, Washington D. C.; El museo de arte moderno, Nueva York; Museo de Arte Carnegie, Pittsburgh; Museo Nacional de Mujeres Artistas, Washington D. C.; y el High Museum de Atlanta. Sus documentos personales y los de la Galería Betty Parsons se encuentran en los Archivos de arte estadounidense. 

## Otras lecturas
- Heléne Aylon, Introducción de Judith E. Stein. "El efecto Parsons". Art in America, noviembre de 2013. Nueva York: Brant Publications, Inc. pp.   132-139. (una entrevista de 1977)